# Льоп, Хуан Мануэль
Хуа́н Мануэ́ль Льоп (исп. Juan Manuel Llop; род. 1 июня 1963, Арройо Дульсе, Буэнос-Айрес), — аргентинский футболист, полузащитник. Играл за ряд клубов, такие как «Ньюэллс Олд Бойз», «Эстудиантес» и другие, ныне главный тренер эквадорского клуба «Санто-Доминго». В настоящее время работает тренером.

## Биография

### Карьера игрока
В 2001 году Ллоп стал менеджером «Ньюэллс Олд Бойз», но его пребывание в клубе продолжалось только 19 игр, прежде чем он был уволен. Затем он оттачивал свои навыки в качестве менеджера в Парагвае, тренируя «Такуари» и «Либертад», пока не вернулся в Аргентину, чтобы взять на себя «Годой-Крус», небольшую провинциальную команду, играющей во втором дивизионе. Пребывание в клубе было успешным, команда выиграла титул Примеры B Насьональ и заслужила выход в Примера Дивизон. Таким образом, Хуан в первый полный сезон в качестве тренера «прокажённых», стал победителем турнира.